# باشگاه فوتبال لوگو
باشگاه فوتبال لوگو (اسپانیایی: CD Lugo‎) باشگاه فوتبالی است که در شهر لوگو قرار دارد و در سال ۱۹۵۳ تأسیس شده‌است.
این باشگاه هم‌اکنون در لا لیگا ۲ بازی می‌کند. (فصل ۲۰–۲۰۱۹)